# Liste der österreichischen Botschafter im Vereinigten Königreich
Diese Liste der österreichischen Botschafter im Vereinigten Königreich zeigt die Botschafter des Staates Österreich in England und Großbritannien in der Zeit von 1677 bis heute (2016).

## Geschichte
Seit 1677 gab es eine österreichische Gesandtschaft in London, die 1860 zur Botschaft aufgewertet wurde. Seit 1866 ist die Adresse des österreichischen Botschafters am Hof von St. James 18, Belgrave Square.

## Missionschefs

### Habsburgische Gesandte (bis 1804)
Nur Gesandte der Habsburgermonarchie; bis 1707 in England, danach Königreich Großbritannien.
| Bild                                                             | Name                                                             | Ernennung                                                        | Abberufung                                                       | Ernannt von Kaiser                                               | Akkreditiert während Premierminister                             | Anmerkungen                                                      |
| 1677: Aufnahme diplomatischer Beziehungen zum Königreich England | 1677: Aufnahme diplomatischer Beziehungen zum Königreich England | 1677: Aufnahme diplomatischer Beziehungen zum Königreich England | 1677: Aufnahme diplomatischer Beziehungen zum Königreich England | 1677: Aufnahme diplomatischer Beziehungen zum Königreich England | 1677: Aufnahme diplomatischer Beziehungen zum Königreich England | 1677: Aufnahme diplomatischer Beziehungen zum Königreich England |
| ---------------------------------------------------------------- | ---------------------------------------------------------------- | ---------------------------------------------------------------- | ---------------------------------------------------------------- | ---------------------------------------------------------------- | ---------------------------------------------------------------- | ---------------------------------------------------------------- |
|                                                                  | Karl Ferdinand von Waldstein (1634–1702)                         | 1677                                                             | 1679                                                             | Leopold I.                                                       |                                                                  | 1683 Sondergesandter in Warschau                                 |
|                                                                  | Heinrich Johann Franz von Strattmann (1662–1707)                 | 1691                                                             | 1693                                                             |                                                                  |                                                                  | Botschafter                                                      |
|                                                                  | Johann Wenzel von Gallas (1669–1719)                             | 1705                                                             | 1711                                                             |                                                                  |                                                                  | Botschafter                                                      |
|                                                                  | Konrad Sigismund von Starhemberg (1689–1727)                     | 13. Aug. 1722                                                    | 6. Jan. 1726                                                     |                                                                  |                                                                  | Botschafter                                                      |
|                                                                  | Carl Joseph von Palm (1698–1770)                                 | 2. Feb. 1726                                                     | 20. März 1727                                                    |                                                                  |                                                                  |                                                                  |
|                                                                  | Philipp Joseph von Kinsky (1700–1749)                            | 20. Juni 1728                                                    | 6. Sep. 1736                                                     |                                                                  |                                                                  | Botschafter ab 8. Dezember 1732                                  |
|                                                                  | Ignaz Johann von Wasner                                          | 6. Sep. 1736                                                     | 29. Juni 1740                                                    |                                                                  |                                                                  |                                                                  |
|                                                                  | Johann Franz Heinrich Carl von Ostein                            | 16. Juli 1740                                                    | 4. Okt. 1741                                                     |                                                                  |                                                                  |                                                                  |
|                                                                  | Anton von Zöhrern                                                | 4. Okt. 1741                                                     | 18. Juli 1743                                                    |                                                                  |                                                                  | Geschäftsträger                                                  |
|                                                                  | Ignaz Johann von Wasner                                          | 18. Juli 1743                                                    | 31. Okt. 1748                                                    |                                                                  |                                                                  |                                                                  |
|                                                                  | Anton von Zöhrern                                                | 31. Okt. 1748                                                    | 1. Apr. 1749                                                     |                                                                  |                                                                  | Geschäftsträger                                                  |
|                                                                  | Heinrich von Richecourt                                          | 17. Juni 1749                                                    | 5. Mai 1752                                                      |                                                                  |                                                                  |                                                                  |
|                                                                  | Anton von Zöhrern                                                | 5. Mai 1752                                                      | 1. Apr. 1753                                                     |                                                                  |                                                                  | Geschäftsträger                                                  |
|                                                                  | Carl Ludwig von Colloredo                                        | 1. Apr. 1753                                                     | 17. Juni 1757                                                    |                                                                  |                                                                  |                                                                  |
|                                                                  | vakant                                                           | 17. Juni 1757                                                    | 2. Sep. 1763                                                     |                                                                  |                                                                  |                                                                  |
|                                                                  | Christian August von Seilern (1717–1801)                         | 2. Sep. 1763                                                     | 14. Okt. 1769                                                    | Leopold II.                                                      | William Pitt, 1. Earl of Chatham                                 | Botschafter                                                      |
|                                                                  | Johann Lukas von Raigersfeld (1735–1818)                         | 14. Okt. 1769                                                    | 10. März 1770                                                    | Leopold II.                                                      | William Pitt, 1. Earl of Chatham                                 | Geschäftsträger                                                  |
|                                                                  | Ludwig Karl von Barbiano-Belgiojoso (1728–1801)                  | 10. März 1770                                                    | 6. Aug. 1782                                                     | Leopold II.                                                      | William Pitt, 1. Earl of Chatham                                 |                                                                  |
|                                                                  | Johann Friedrich von Kageneck                                    | 6. Aug. 1782                                                     | 14. Juni 1786                                                    |                                                                  |                                                                  |                                                                  |
|                                                                  | Karl von Reviczky                                                | 14. Juni 1786                                                    | 20. Sep. 1790                                                    |                                                                  |                                                                  |                                                                  |
|                                                                  | Johann Philipp von Stadion                                       | 20. Sep. 1790                                                    | 4. Mai 1793                                                      |                                                                  |                                                                  |                                                                  |
|                                                                  | Ludwig von Starhemberg                                           | 4. Mai 1793                                                      | 4. Jan. 1810                                                     | Franz II.                                                        | William Henry Cavendish-Bentinck, 3. Herzog von Portland         |                                                                  |

### k.k. Österreichische Gesandte
| Bild                                          | Name                                              | Ernennung                                     | Abberufung                                    | Ernannt von Kaiser                            | Akkreditiert während Premierminister                     | Anmerkungen                                   |
| 1804: Rekonstitution als Kaisertum Österreich | 1804: Rekonstitution als Kaisertum Österreich     | 1804: Rekonstitution als Kaisertum Österreich | 1804: Rekonstitution als Kaisertum Österreich | 1804: Rekonstitution als Kaisertum Österreich | 1804: Rekonstitution als Kaisertum Österreich            | 1804: Rekonstitution als Kaisertum Österreich |
| --------------------------------------------- | ------------------------------------------------- | --------------------------------------------- | --------------------------------------------- | --------------------------------------------- | -------------------------------------------------------- | --------------------------------------------- |
|                                               | Ludwig von Starhemberg                            | 4. Mai 1793                                   | 4. Jan. 1810                                  | Franz II.                                     | William Henry Cavendish-Bentinck, 3. Herzog von Portland |                                               |
|                                               | vakant                                            | 4. Jan. 1810                                  | 1. Feb. 1814                                  |                                               |                                                          |                                               |
|                                               | Maximilian von Merveldt                           | 1. Feb. 1814                                  | 5. Juli 1815                                  |                                               |                                                          | Botschafter                                   |
|                                               | Philipp von Neumann                               | 5. Juli 1815                                  | 3. Nov. 1815                                  |                                               |                                                          | Geschäftsträger                               |
|                                               | Paul III. Anton Esterházy de Galantha (1786–1866) | 3. Nov. 1815                                  | 31. Okt. 1842                                 | Franz II.                                     | Robert Banks Jenkinson, 2. Earl of Liverpool             | Botschafter                                   |
|                                               | Philipp von Neumann                               | 31. Okt. 1842                                 | 6. Okt. 1844                                  |                                               |                                                          | Geschäftsträger                               |
|                                               | August von Koller (1805–1883)                     | 6. Okt. 1844                                  | 8. Dez. 1844                                  |                                               |                                                          | Geschäftsträger                               |
|                                               | Moritz II. Dietrichstein-Proskau-Leslie           | 8. Dez. 1844                                  | 11. Aug. 1848                                 | Ferdinand I.                                  | Robert Peel                                              | Botschafter                                   |
|                                               | Franz de Paula von Colloredo-Wallsee              | 19. Jan. 1849                                 | 5. Nov. 1849                                  | Franz Joseph I.                               | Russell, 1. Earl Russell                                 | Gesandter                                     |
|                                               | Karl Ferdinand von Buol-Schauenstein              | 13. Dez. 1851                                 | 11. Apr. 1852                                 | Franz Joseph I.                               | Russell, 1. Earl Russell                                 | Gesandter                                     |
|                                               | Franz de Paula von Colloredo-Wallsee              | 1. Mai 1852                                   | 25. Jan. 1856                                 | Franz Joseph I.                               | Russell, 1. Earl Russell                                 | Gesandter                                     |
|                                               | Rudolph Apponyi von Nagy-Appony                   | 7. März 1856                                  | 8. Nov. 1871                                  | Franz Joseph I.                               | Henry John Temple, 3. Viscount Palmerston                | Gesandter, Botschafter ab 28. Okt. 1860       |

### k.u.k. Österreichisch-ungarische Botschafter
| Bild                                                        | Name                                       | Ernennung                                  | Abberufung                                 | Ernannt von Kaiser                         | Akkreditiert während Premierminister       | Anmerkungen                                |
| 1867: Rekonstitution als Österreich-Ungarn                  | 1867: Rekonstitution als Österreich-Ungarn | 1867: Rekonstitution als Österreich-Ungarn | 1867: Rekonstitution als Österreich-Ungarn | 1867: Rekonstitution als Österreich-Ungarn | 1867: Rekonstitution als Österreich-Ungarn | 1867: Rekonstitution als Österreich-Ungarn |
| ----------------------------------------------------------- | ------------------------------------------ | ------------------------------------------ | ------------------------------------------ | ------------------------------------------ | ------------------------------------------ | ------------------------------------------ |
|                                                             | Rudolph Apponyi von Nagy-Appony            | 7. März 1856                               | 8. Nov. 1871                               | Franz Joseph I.                            | Henry John Temple, 3. Viscount Palmerston  | Botschafter                                |
|                                                             | Friedrich Ferdinand von Beust              | 8. Nov. 1871                               | 3. Nov. 1878                               | Franz Joseph I.                            | Benjamin Disraeli                          |                                            |
|                                                             | Alajos Károlyi                             | 3. Nov. 1878                               | 20. Juni 1888                              | Franz Joseph I.                            | Benjamin Disraeli                          |                                            |
|                                                             | Franz Deym von Střítež                     | 18. Okt. 1888                              | 3. Sep. 1903                               | Franz Joseph I.                            | William Ewart Gladstone                    |                                            |
|                                                             | Albert von Mensdorff-Pouilly-Dietrichstein | 28. Apr. 1904                              | 13. Aug. 1914                              | Franz Joseph I.                            | Arthur Balfour                             |                                            |
| 1914: Abbruch der Beziehungen infolge des Ersten Weltkriegs |                                            |                                            |                                            |                                            |                                            |                                            |

### Österreichische Botschafter (seit 1919)
| Bild                                                                                                   | Name                                      | Ernennung                                 | Abberufung                                | Ernannt von Bundeskanzler                 | Akkreditiert während Premierminister      | Anmerkungen                                   |
| 1919: Aufnahme diplomatischer Beziehungen                                                              | 1919: Aufnahme diplomatischer Beziehungen | 1919: Aufnahme diplomatischer Beziehungen | 1919: Aufnahme diplomatischer Beziehungen | 1919: Aufnahme diplomatischer Beziehungen | 1919: Aufnahme diplomatischer Beziehungen | 1919: Aufnahme diplomatischer Beziehungen     |
| --- | ----------------------------------------- | ----------------------------------------- | ----------------------------------------- | ----------------------------------------- | ----------------------------------------- | --------------------------------------------- |
| | Georg Albert von und zu Franckenstein     | 13. Okt. 1920                             | 13. März 1938                             | Michael Mayr                              | David Lloyd George                        |                                               |
| 1938 bis 1945: Unterbrechung der Beziehungen infolge des Anschlusses Österreichs an das Deutsche Reich |                                           |                                           |                                           |                                           |                                           |                                               |
| | Heinrich Schmid                           | Feb. 1946                                 | 1950                                      | Leopold Figl                              | Winston Churchill                         | politischer Vertreter, Gesandter ab Sep. 1947 |
| | Lothar Wimmer                             | 30. Jan. 1952                             | 26. Feb. 1955                             | Leopold Figl                              | Winston Churchill                         |                                               |
| | Johannes Schwarzenberg                    | 28. Feb. 1955                             | 26. Jan. 1966                             | Julius Raab                               | Anthony Eden                              |                                               |
| | Josef Schöner                             | 25. Feb. 1966                             | 31. März 1970                             | Josef Klaus                               | Harold Wilson                             |                                               |
| | Wilfried Platzer                          | 14. Okt. 1970                             | 10. Jan. 1975                             | Bruno Kreisky                             | Edward Heath                              |                                               |
| | Kurt Enderl                               | 17. Jan. 1975                             | 31. Dez. 1978                             | Bruno Kreisky                             | Harold Wilson                             |                                               |
| | Heinrich Gleissner                        | 1. Feb. 1979                              | 14. Jan. 1982                             | Bruno Kreisky                             | Margaret Thatcher                         |                                               |
| | Reginald Thomas                           | 18. Feb. 1982                             | 7. Dez. 1987                              | Bruno Kreisky                             | Margaret Thatcher                         |                                               |
| | Walter Magrutsch                          | 10. Dez. 1987                             | 11. Dez. 1993                             | Fred Sinowatz                             | Margaret Thatcher                         |                                               |
| | Georg Hennig                              | 13. Dez. 1993                             | 25. Juli 1996                             | Franz Vranitzky                           | John Major                                |                                               |
| | Eva Nowotny                               | 1997                                      | 21. Juni 2000                             | Viktor Klima                              | Tony Blair                                |                                               |
| | Alexander Christiani                      | 2000                                      | 2003                                      | Viktor Klima                              | Tony Blair                                |                                               |
| | Ernst Sucharipa                           | Sep. 2004                                 | 20. Juni 2005                             | Wolfgang Schüssel                         | Tony Blair                                |                                               |
| | Gabriele Matzner-Holzer                   | 30. Juni 2005                             | 2009                                      | Werner Faymann                            | Gordon Brown                              |                                               |
| | Emil Brix (* 1956)                        | 1. Apr. 2010                              | Jan. 2015                                 | Werner Faymann                            | David Cameron                             |                                               |
| | Martin Eichtinger (* 1961)                | 19. Jan. 2015                             | 20. Jan. 2018                             | Werner Faymann                            | David Cameron                             |                                               |
| | Michael Zimmermann                        | 2. Aug. 2018                              |                                           | Sebastian Kurz                            | Theresa May                               |                                               |
| | Bernhard Wrabetz                          | Aug. 2023                                 |                                           | Karl Nehammer                             |                                           |                                               |